# Флаг Шушенского района
Флаг муниципального образования «Шу́шенский район» Красноярского края Российской Федерации.
Флаг утверждён 9 июля 2004 года и внесён в Государственный геральдический регистр Российской Федерации с присвоением регистрационного номера 1527.

## Описание
«Флаг Шушенского района представляет собой прямоугольное полотнище зелёного цвета с отношением ширины к длине 2:3, воспроизводящее гербовую композицию: вдоль верхнего края белая полоса в 1/6 ширины, несущая посередине изображение красной искры (в виде звезды о трёх видимых лучах, между которыми возникает два малых луча); в центре полотнища на жёлтом скалистом берегу над синими водами — сидящий и обернувшийся белый барс; по сторонам с берега в воды льётся по два синих потока».

## Обоснование символики
Флаг района разработан на основе герба, который, языком знаков и символов отражает исторические, природно-географические и экономические особенности района.
Шушенский район был образован в 1944 году, однако его центр — село Шушенское с 1920-х годов получило широкую известность, как место трёхлетней сибирской ссылки В. И. Ленина, а в 1930 году был открыт музей вождя Октябрьской революции. На флаге это символически отображено красной искрой.
Снежный барс символизирует уникальный животный мир района, где сохранились нетронутые человеком участки горной тайги, на которых был создан государственный природный биосферный заповедник «Саяно-Шушенский».
Плотина Саяно-Шушенской ГЭС в верховьях Енисея, правым плечом упирающаяся в скалистые горы Шушенского района отображена с помощью голубых потоков ниспадающих с плотины, аллегорически изображённой жёлтыми скалами.
Жёлтый цвет (золото) в геральдике — символ величия, постоянства, интеллекта, великодушия, богатства.
Белый цвет (серебро) символизирует чистоту, благородство, мир, взаимопонимание.
Синий цвет (лазурь) — символ искренности, чести, славы, преданности, истины и добродетели.
Зелёный цвет — символизирует природу, надежду, весну и здоровье, а также указывает, что в районе основной отраслью производства является сельское хозяйство.

## См. также

Флаги муниципальных образований Шушенского района
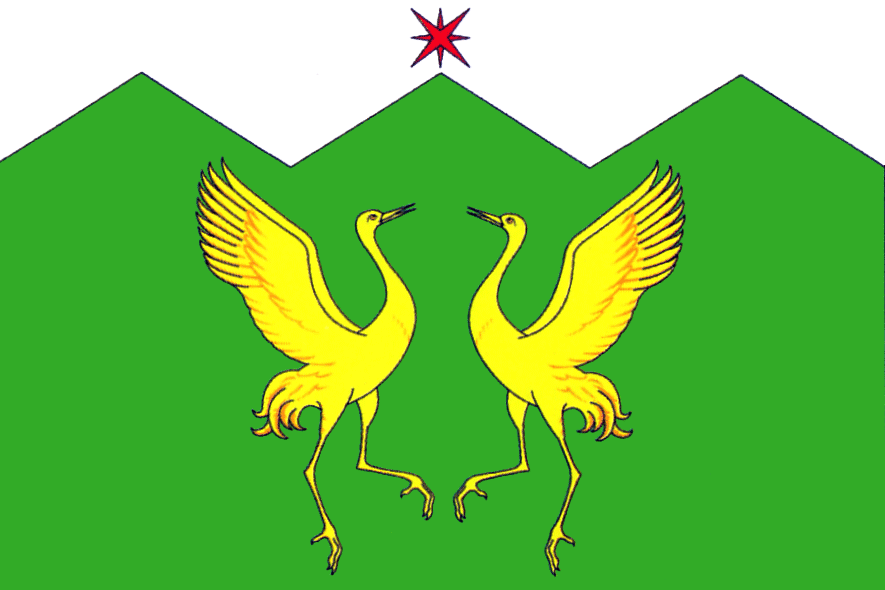
Флаг Шушенского